# Арма (ночной клуб)
«Арма» (Arma) — российский арт-центр и ночной клуб в Москве. Основан в 2019 году. Находится на Шарикоподшипниковской улице у станции метро «Дубровка» на территории Первого государственного подшипникового завода (ГПЗ-1). До марта 2024 года клуб имел название «Мутабор» (Mutabor)
В качестве логотипа выступает греческая буква мю.

## История

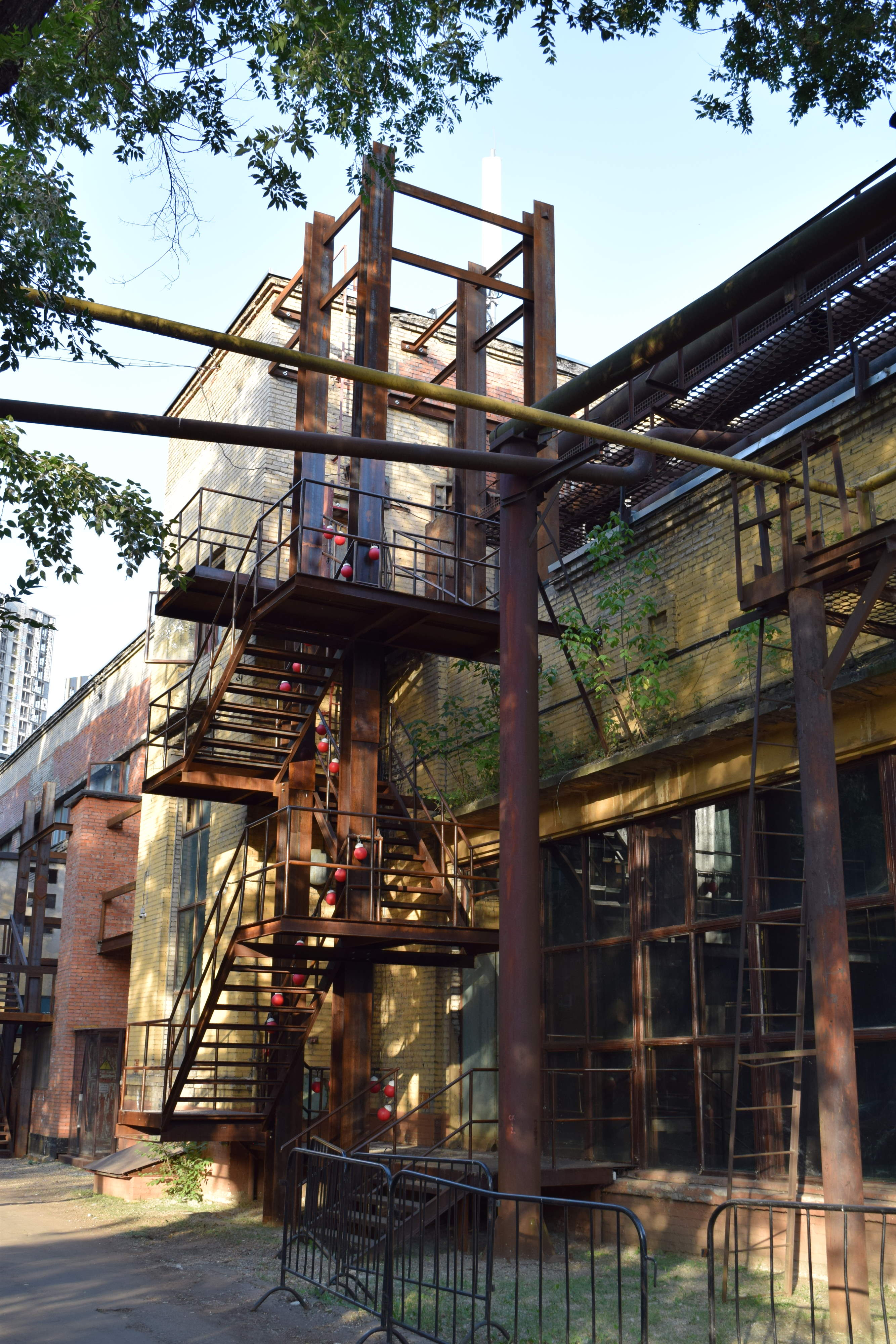
Здание клуба

Арт-центр изначально был назван «Мутабор» и открылся 27 апреля 2019 года. С латинского название переводится «изменюсь, превращусь» и отсылает к сказке «Халиф-аист» немецкого писателя Вильгельма Гауфа. Сооснователями проекта стали Наталья Канаева (DJ Abelle) и Александр Лестюхин (Poima). Генеральным директором компании является Вардуи Варданян. Среди владельцев также значится Алексей Шелобков, участвующий в проектах «Бюро 1440» и «КНС Групп» (принадлежит компании Yadro).
Создателями «Мутабора» стала команда бывшего ночного клуба Arma17 (Арма 17), известного среди поклонников музыки в жанре техно. В 2017 году владельцы Arma17 объявили о закрытии проекта и прекращении работы в России. Коллектив провёл две вечеринки в Берлине, но затем вернулся в Россию. Редактор издания The Village Юлия Рузманова связывала создание «Мутабора», после возвращения в Россию организаторов «Армы», с появлением у них влиятельных покровителей («крыши»). Участие в открытии принимал бизнесмен Михаил Данилов, владелец ряда московских ночных клубов.
Местом для «Мутабора» выбрали кирпичное здание на территории шарикоподшипникового завода. Пространство было организовано таким образом, чтобы создать у посетителя чувство нахождения в другом мире, никак не связанном с Москвой. Основатели клуба отмечали, что позиционируют его прежде всего как центр культуры, а не ночной клуб. Площадка клуба была разделена на несколько сцен на разных этажах. На масштабных акциях в летнее время организаторы задействовали дворовую территорию.
Перед попаданием внутрь «Мутабора» посетители проходили фейсконтроль. Для оплаты услуг внутри клуба была создана специальная электронная платёжная карта, баланс которой можно пополнять в специальном обменном пункте.
На открытии площадки выступала британская пост-индастриал группа Zoviet France и украинский певец Игорь Цимбровский, а хореографический перформанс организовывал Олег Глушков. Музыкальный журналист Кристина Сарханянц из издания The City назвала «Мутабор» открытием 2019 года.
В разное время в клубе выступали такие исполнители как Слава КПСС и Хаски. Еженедельно «Мутабор» по состоянию на 2020 год посещало около тысячи человек, что позволило ему войти в число самых популярных ночных клубов российской столицы.
В ночь на 13 сентября 2020 года во время рейва в «Мутаборе» прошёл антинаркотический рейд сотрудников полиции. После его окончания было заведено одно уголовное дело на посетителя по факту сбыта 14 грамм мефедрона.

### «Голая» вечеринка
В ночь на 21 декабря 2023 года в «Мутаборе» состоялась вечеринка с дресс-кодом almost naked («почти обнажённый»), организованная телеведущей Настей Ивлеевой. Попавшие в интернет фотографии и видеосъёмка мероприятия стали резонансными и вызвали возмущение со стороны «патриотически настроенных» россиян и сторонников «традиционных ценностей». Разгоревшийся скандал привёл к различным последствиям для тех участников, которые привлекли к себе наибольшее внимание (Настя Ивлеева, Филипп Киркоров, Лолита, Ксения Собчак) — вплоть до ареста рэпера Vacio, пришедшего на вечеринку в одном носке, на 15, а затем ещё на 10 суток.
На следующий день в клубе прошли обыски. Продолжение вечеринки 22 декабря, доступное для всех по билетам за 1000 рублей (в випзону — 1 миллион) было сразу отменено. 27 декабря в клубе была проведена проверка Роспотребнадзора и правоохранительных органов, после чего он был временно закрыт. 7 января 2024 года, на фоне преследования участников вечеринки Ивлеевой властями и активистами, владелец клуба подарил частицу мощей Николая Чудотворца храму напротив Кремля, в качестве «искупления» за «почти голую» вечеринку, заявив, что «мы против мракобесия, дьявольщины, мы поддерживаем церковь». Однако мощи не помогли, 10 января решением суда клуб всё равно был закрыт на 90 дней за «нарушение санитарных норм».
5 марта 2024 года клуб сменил название и стал называться «Арма».

### Закрытие
21 января 2025 года представители клуба объявили о предстоящем закрытии клуба по окончании сезона в апреле 2025 года.
В сообщении, опубликованном в официальном Telegram-канале клуба было сказано, что «последующие события не будут привязаны к определенному пространству».
Администрация клуба не объявляла официальной причины закрытия. Среди возможных упоминаются последствия скандала с "Голой" вечеринкой и недовольство жителей. Один из резидентов клуба связывает закрытие с будущей жилой застройкой на территории шарикоподшипникового завода.

## Финансовые показатели
За 2022 год выручка компании составила 133 миллиона, что на 9 миллионов меньше, чем за предыдущий год. Наибольшую прибыль «Мутабор» получил в 2019 году, заработав 31 миллион рублей. За 2021 и 2022 год чистая прибыль составила 4,5 и 1,5 миллиона соответственно.

## В культуре
Бывшее название клуба упоминается в песне «Грязь» рэп-исполнителя, известного под псевдонимом Oxxxymiron.